# José Asunción Guerra
José Asunción Guerra fue un poeta y escritor venezolano, autor de la letra del himno del municipio Urachiche y otras obras literarias.
Nace el 17 de mayo de 1928, en el caserío  El Junco del Municipio Urachiche. Hijo de María del Carmen Guerra; a los dieciocho meses de nacido pierde la visión por completo por causas desconocidas. A los siete años de edad queda huérfano, por lo cual sus familiares se hacen cargo de su educación, trasladándose hasta la ciudad de Caracas para cursar sus estudios de primaria. De allí regresa a San Felipe (Yaracuy) para culminar sus estudios de secundaria en el liceo Arístides Rojas.
Al culminar sus estudios de secundaria regresa a Caracas para cursar sus estudios superiores en la Universidad Católica Andrés Bello, de la cual egresa como licenciado en Educación Especial.
En 1952 contrae nupcias con Isabel Pérez Pastrán, con quien procreó cinco hijos.
Representó a Yaracuy y Venezuela en varios congresos Panamericanos pro-ciegos, realizados en diferentes países del continente. En el año 1979 es nombrado hijo ilustre de Urachiche y galardonado por haber escrito un poemario contentivo de cincuenta poemas. Desde 1984 Se desempeñó como maestro en la Escuela Unitaria # 2.116 en Cumaná estado Sucre.  En 1990 la Universidad de Oriente le otorga un reconocimiento por su participación como exponente del uso del alfabeto Braille.
En el año 2002 se publica oficialmente el himno del municipio Urachiche entre sus Obras literarias se encuentra el Romancero de Imarai, entre otros poemas. En el año 2003 fallece su esposa, dejándolo sumido en una inmensa tristeza  En el año 2010, se crea un ambiente de la Misión Ribas con el nombre de Prof. José Asunción Guerra. Ese mismo año se le rinde homenaje en el 7.° Festival Mundial de Poesía
Al momento de su fallecimiento se desempeñaba como asesor literario en la Casa de la Cultura Víctor Giménez Landínez. Dejó una novela incompleta y varios poemas inéditos. Fallece en su residencia el 15 de septiembre de 2011.